# Stefano Modena
Stefano Modena (Modena, 1963. május 12.) olasz autóversenyző, volt Formula–1-es pilóta.

## Pályafutása
Az 1986-os Formula–3-as bajnokságban versenyzett, a monacói nagydíj előversenyén jó benyomást tett a szakemberekre. A következő évben megnyerte a Forma–3000-es bajnokságot. A Formula–1-ben eltöltött első három évben gyengébb csapatoknál versenyzett. Legjobb eredménye az 1991-es kanadai nagydíjon elért második hely volt. Ugyanebben az évben összetettben nyolcadik lett. 1992-ben a Jordan igazolta, de jelentősebb eredményeket ezzel a csapattal sem tudott elérni. 1993 és 2000 között német és olasz túraautó bajnokságokon indult, és jó eredményekkel szerepelt.

## Eredményei

### Teljes Formula–1-es eredménysorozata
(Táblázat értelmezése)

(Félkövér: pole-pozícióból indult; dőlt: leggyorsabb kört futott) 

| Év   | Csapat                    | 1      | 2      | 3      | 4      | 5      | 6      | 7      | 8      | 9      | 10     | 11     | 12     | 13     | 14     | 15     | 16     | Helyezés | Pont |
| ---- | ------------------------- | ------ | ------ | ------ | ------ | ------ | ------ | ------ | ------ | ------ | ------ | ------ | ------ | ------ | ------ | ------ | ------ | -------- | ---- |
| 1987 | Motor Racing Developments | BRA    | SMR    | BEL    | MON    | DET    | FRA    | GBR    | GER    | HUN    | AUT    | ITA    | POR    | ESP    | MEX    | JPN    | AUS Ki | -        | 0    |
| 1988 | EuroBrun Racing           | BRA Ki | SMR Hn | MON EX | MEX EX | CAN 12 | DET Ki | FRA 14 | GBR 12 | GER Ki | HUN 11 | BEL NK | ITA NK | POR NK | ESP 13 | JPN NK | AUS Ki | -        | 0    |
| 1989 | Motor Racing Developments | BRA Ki | SMR Ki | MON 3  | MEX 10 | USA Ki | CAN Ki | FRA Ki | GBR Ki | GER Ki | HUN 11 | BEL Ki | ITA EX | POR 14 | ESP Ki | JPN Ki | AUS 8  | 16.      | 4    |
| 1990 | Motor Racing Developments | USA 5  | BRA Ki | SMR Ki | MON Ki | CAN 7  | MEX 11 | FRA 13 | GBR 9  | GER Ki | HUN Ki | BEL 17 | ITA Ki | POR Ki | ESP Ki | JPN Ki | AUS 12 | 16.      | 2    |
| 1991 | Braun Tyrrell Honda       | USA 4  | BRA Ki | SMR Ki | MON Ki | CAN 2  | MEX 11 | FRA Ki | GBR 7  | GER 13 | HUN 12 | BEL Ki | ITA Ki | POR Ki | ESP 16 | JPN 6  | AUS 10 | 8.       | 10   |
| 1992 | Sasol Jordan Yamaha       | RSA NK | MEX Ki | BRA Ki | ESP NK | SMR Ki | MON Ki | CAN Ki | FRA Ki | GBR Ki | GER NK | HUN Ki | BEL 15 | ITA NK | POR 13 | JPN 7  | AUS 6  | 17.      | 1    |

## Fordítás
- Ez a szócikk részben vagy egészben  a   Stefano Modena című angol Wikipédia-szócikk fordításán alapul.  Az eredeti cikk szerkesztőit annak laptörténete sorolja fel. Ez a jelzés csupán a megfogalmazás eredetét és a szerzői jogokat jelzi, nem szolgál a cikkben szereplő információk forrásmegjelöléseként.

## Külső hivatkozások
- Profilja a grandprix.com honlapon (angolul)
- Profilja a statsf1.com honlapon (angolul)
- Profilja a driverdatabase.com honlapon (angolul)